# Miyamoto Kota
Kota Miyamoto (宮本 航汰 Miyamoto Kōta, sinh ngày 19 tháng 6 năm 1996) là một cầu thủ bóng đá người Nhật Bản thi đấu ở vị trí tiền vệ cho FC Gifu ở J2 League.

## Sự nghiệp
Sinh ra ở Shizuoka, Miyamoto ra mắt cho Shimizu S-Pulse ngày 20 tháng 5 năm 2015 ở J.League Cup trước Nagoya Grampus. Anh xuất phát từ đầu và thi đấu hết trận, S-Pulse thất bại 2–1. Sau mùa giải, Miyamoto ký hợp đồng với đội bóng tại J2 League V-Varen Nagasaki. Anh có màn ra mắt cho câu lạc bộ ngày 7 tháng 5 năm 2016 trước Fagiano Okayama. Một lần nữa anh xuất phát từ đầu và thi đấu hết trận, V-Varen Nagasaki thua 3–0.

## Thống kê sự nghiệp
Cập nhật đến ngày 23 tháng 2 năm 2017.
| Câu lạc bộ          | Mùa giải            | Giải vô địch        | Giải vô địch | Giải vô địch | Cúp Quốc gia | Cúp Quốc gia | Cúp Liên đoàn | Cúp Liên đoàn | Châu lục | Châu lục  | Tổng    | Tổng      |
| Câu lạc bộ          | Mùa giải            | Hạng đấu            | Số trận      | Bàn thắng    | Số trận      | Bàn thắng    | Số trận       | Bàn thắng     | Số trận  | Bàn thắng | Số trận | Bàn thắng |
| ------------------- | ------------------- | ------------------- | ------------ | ------------ | ------------ | ------------ | ------------- | ------------- | -------- | --------- | ------- | --------- |
| Shimizu S-Pulse     | 2015                | J1 League           | 0            | 0            | 0            | 0            | 1             | 0             | –        | –         | 1       | 0         |
| V-Varen Nagasaki    | 2016                | J2 League           | 18           | 0            | 0            | 0            | –             | –             | –        | –         | 18      | 0         |
| Tổng cộng sự nghiệp | Tổng cộng sự nghiệp | Tổng cộng sự nghiệp | 18           | 0            | 0            | 0            | 1             | 0             | 0        | 0         | 19      | 0         |